# مسجد مريم أم عيسى
مسجد مريم أم عيسى هو مسجد يقع في منطقة المشرف المركزية في مدينة أبو ظبي عاصمة دولة الإمارات العربية المتحدة. تم بناؤه عام 1989 باسم مسجد محمد بن زايد، وسمي على اسم محمد بن زايد آل نهيان ولي عهد أبوظبي.
في 14 يونيو 2017، قرر الشيخ محمد بن زايد آل نهيان تغيير اسم المسجد إلى «مسجد مريم أم عيسى». جاء التغيير كمبادرة تجسد قيم التعايش بين الأديان في الإمارات.
يقع مجمع المسجد في زاوية واحدة وبجانب المجتمع المسيحي الذي يضم العديد من المجمعات الكنسية، من بينها كاتدرائية القديس يوسف في أبو ظبي وكنيسة القديس أنتوني وكنيسة سانت أندرو المجاورة.

## معرض صور

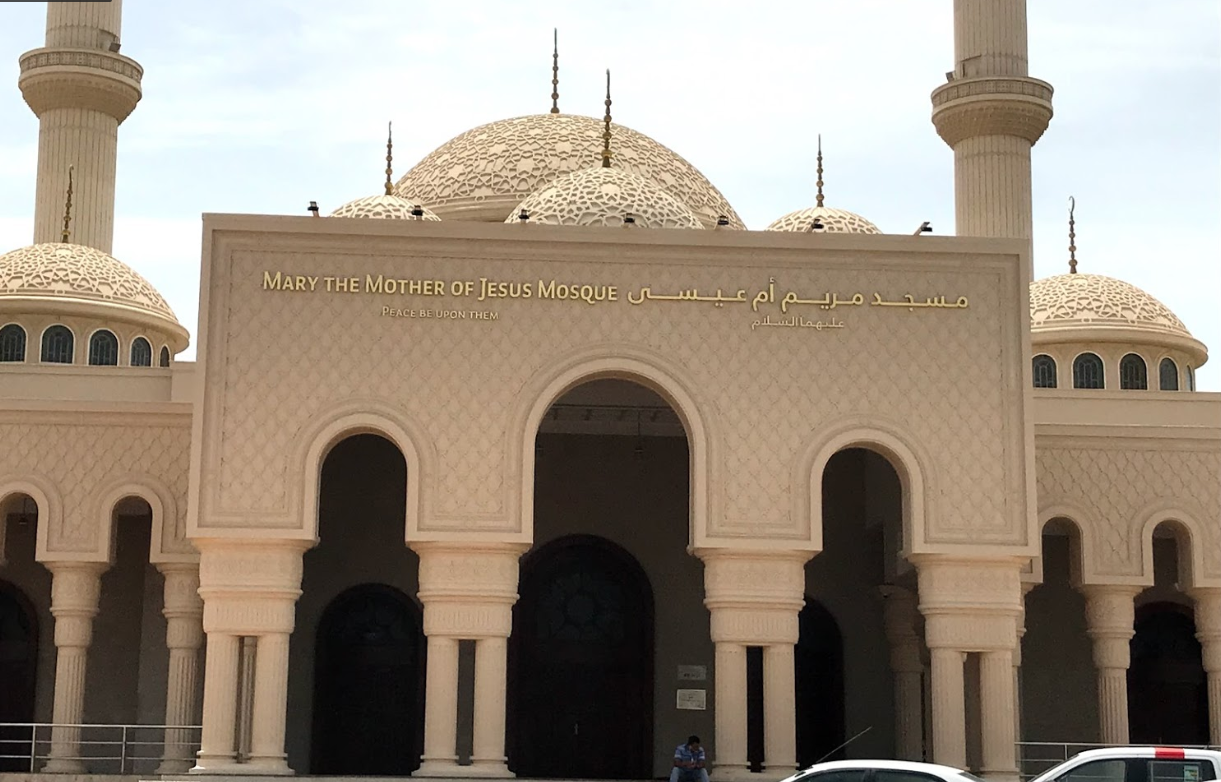
مدخل مسجد مريم أم عيسى (مسجد الشيخ محمد بن زايد سابقاً) خلال النهار.
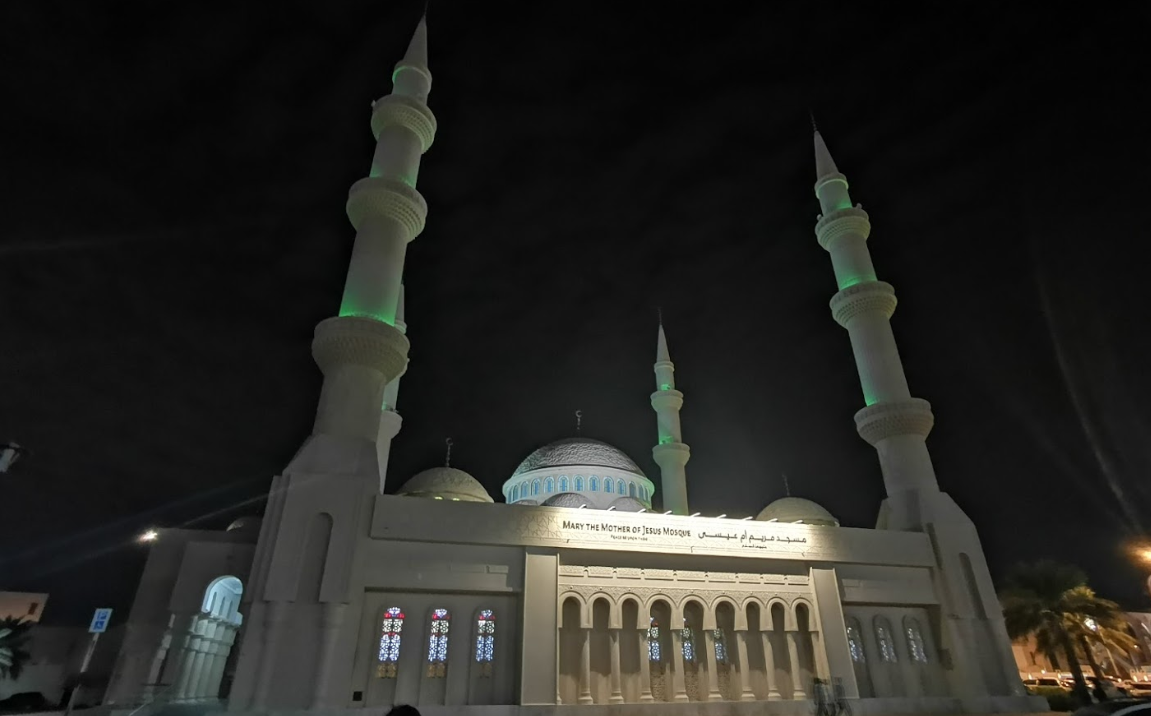
منظر جانبي لمسجد مريم أم عيسى (مسجد الشيخ محمد بن زايد سابقاً) ليلاً.